# 劉欒 (弘治進士)
劉欒（1467年—？），字思武，山東濟南府章丘縣人，民籍，明朝政治人物。

## 生平
山東鄉試第五十七名舉人。弘治九年（1496年）中式丙辰科會試第一百八名，三甲第四十三名進士。历任衢州府知府、河東盐运使。

## 家族
曾祖劉漢臣；祖父劉時；父劉澮，母張氏。慈侍下。弟劉楫。